# Schaakvereniging Rotterdam
Schaakvereniging Rotterdam, lange tijd bekend onder de sponsornaam Volmac/Rotterdam, was een schaakvereniging in Rotterdam. De club werd opgericht in 1953. Tussen 1966 en 1995 werd de club 18 keer Nederlands landskampioen. In 2000 werd de club opgeheven toen zij opging in de fusievereniging SO Rotterdam.

## Geschiedenis
Schaakvereniging Rotterdam ontstond in 1953 uit een fusie tussen Schaakvereniging Kralingen en Schaakvereniging Het Centrum. Kralingen speelde destijds in de Hoofdklasse (in het seizoen 1952/53 eindigde zij nog op de vijfde plaats), terwijl Schaakvereniging Het Centrum was gedegradeerd naar de Tweede klasse.
In 1966 werd de club voor het eerste landskampioen. Dat deed zij ongeslagen met 13 wedstrijdpunten uit 7 wedstrijden, en 47 bordpunten. Ook in het seizoen 1967/68 wist de club de Hoofdklasse te winnen.
In 1973 degradeerde Rotterdam naar de Eerste Klasse, maar wist het seizoen erop weer terug te keren. De succesperiode van SV Rotterdam brak toen aan. Voorzitter Corry Vreeken wist Volmac (het bedrijf van Joop van Oosterom) te overtuigen om het eerste team financieel te ondersteunen. Na Desisco/Watergraafsmeer werd Rotterdam de tweede schaakvereniging met een naamsponsor. De club trok allerlei internationale topschakers aan waaronder Max Euwe en Viktor Kortsjnoj en wist tussen 1977 en 1995 zestien keer beslag te leggen op de landstitel. Het laatste seizoen dat Volmac, dat inmiddels was overgenomen door Capgemini, het eerste team sponsorde was het seizoen 1995/96. De seizoenen erop zakte de club weg naar de middenmoot.  
In 2001 ging de club samen met SO'81 tot SO Rotterdam.

## Bekende oud-leden
- Josef Boey
- Hans Böhm
- Max Euwe
- Dick van Geet
- Jaap van den Herik
- Raymond Keene
- Viktor Kortsjnoj
- Lex Jongsma
- Emile Mulder
- Catharina Roodzant
- Jan Rooze
- Michael Stean
- Corry Vreeken